# St. Peter (Bauerbach)

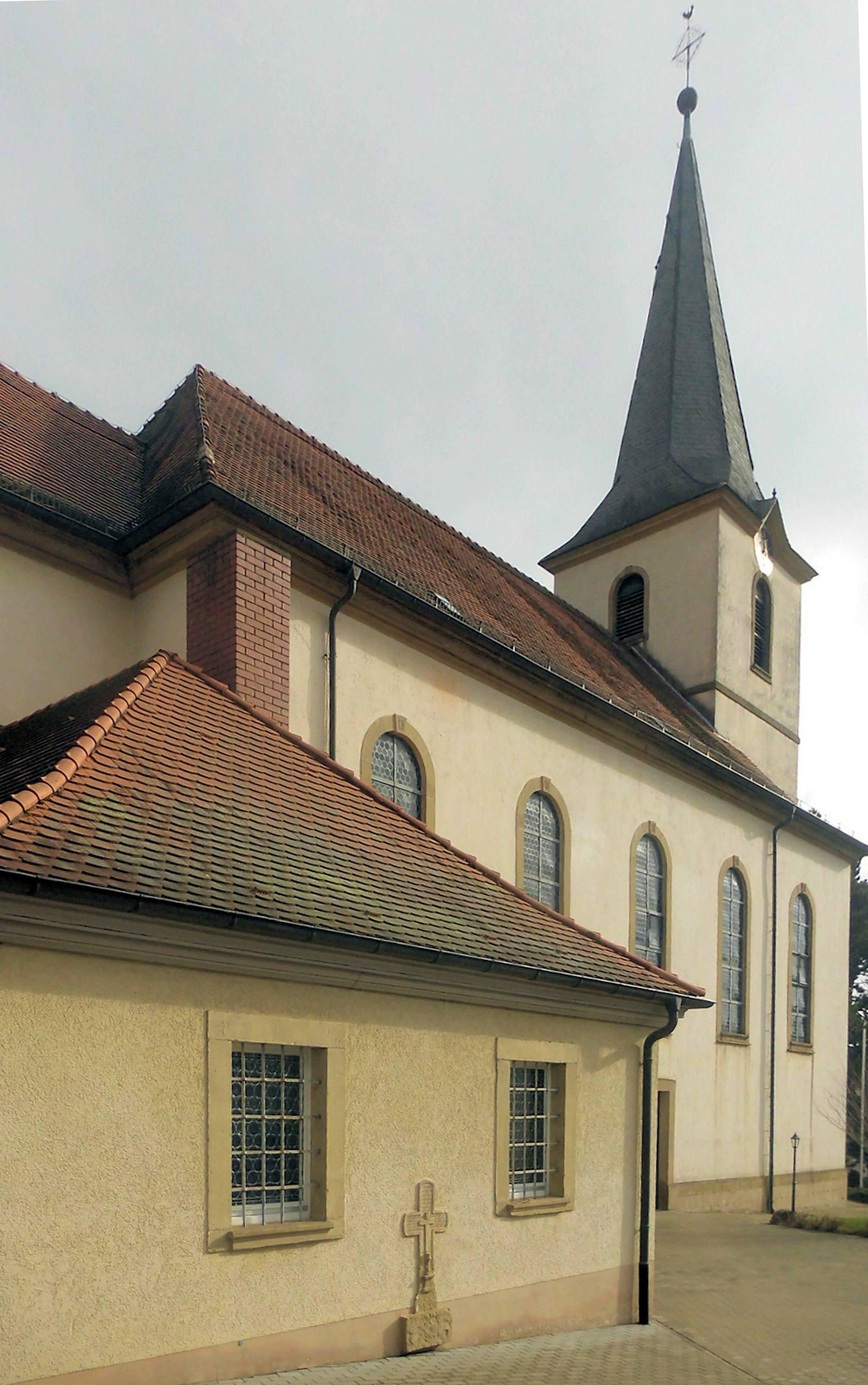
St. Peter in Bauerbach

Die Pfarrkirche St. Peter steht in Bauerbach, einem Stadtteil der Großen Kreisstadt Bretten im Landkreis Karlsruhe von Baden-Württemberg. Das Bauwerk ist beim Landesamt für Denkmalpflege Baden-Württemberg als Baudenkmal eingetragen. Die Kirchengemeinde gehört zum Dekanat Bruchsal im Erzbistum Freiburg.

## Beschreibung
Die Saalkirche wurde 1792/1793 grundlegend erneuert, dabei erhielt sie ihre heutige Form und Größe. Sie besteht aus einem Langhaus mit fünf Achsen, einem eingezogenen, dreiseitig geschlossenen Chor im Norden, an dessen Westwand die Sakristei angebaut ist, und einen Fassadenturm im Süden, in dessen Erdgeschoss das Vestibül untergebracht ist. Sein oberstes Geschoss beherbergt die Turmuhr und den Glockenstuhl, in dem drei Kirchenglocken hängen. Bedeckt ist er mit einem achtseitigen Knickhelm.
Der Innenraum des Langhauses ist mit einer Flachdecke überspannt. Zur Kirchenausstattung gehört ein neugotischer Hochaltar, der von 1792 ging verloren, von ihm erhalten sind die Statuen des heiligen Petrus und des heiligen Paulus. Die Orgel wurde 1776 von Johann Ferdinand Balthasar Stieffell gebaut.